# 伊萨克拉图雷特
伊萨克拉图雷特（法語：Yssac-la-Tourette，法語發音：[isak la tuʁɛt]）是法国多姆山省的一个市镇，属于里永区。

## 地理
伊萨克拉图雷特（45°56'6"N, 3°5'34"E）面积2.14 平方千米，位于法国奥弗涅-罗讷-阿尔卑斯大区多姆山省，该省份为法国中南部省份，北起阿列省接壤，东临卢瓦尔省，南至上盧瓦爾省和康塔爾省，西接科雷兹省和克勒兹省。
与伊萨克拉图雷特接壤的市镇（或旧市镇、城区）包括：日莫、沙泰勒吉永、达瓦亚、普龙普萨、里永附近圣博内。

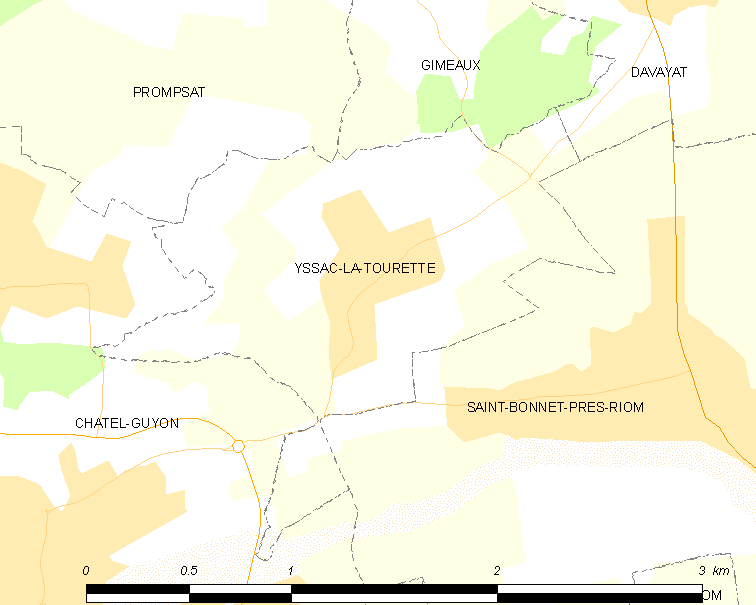
伊萨克拉图雷特的OSM定位图

伊萨克拉图雷特的时区为UTC+01:00、UTC+02:00（夏令时）。

## 行政
伊萨克拉图雷特的邮政编码为63200，INSEE市镇编码为63473。

## 政治
伊萨克拉图雷特所属的省级选区为圣乔治德蒙斯县。

## 人口

1962-2008年间伊萨克拉图雷特人口变化图示

伊萨克拉图雷特于2022年1月1日时的人口数量为396人。